# Nemeskér
Nemeskér (tiếng Croatia: Namišir, tiếng Đức: Altedlein) là một thị trấn thuộc hạt Győr-Moson-Sopron, Hungary. Thị trấn này có diện tích 6,42 km², dân số năm 2010 là 212 người, mật độ 33 người/km².